# Ливо (Комо)
Ливо (итал. Livo) је насеље у Италији у округу Комо, региону Ломбардија.
Према процени из 2011. у насељу је живело 208 становника. Насеље се налази на надморској висини од 648 м.

## Становништво
Према резултатима пописа становништва 2011. у општини је живело 190 становника.
| 1936. | 1951. | 1961. | 1971. | 1981. | 1991. | 2001. | 2011. |
| ----- | ----- | ----- | ----- | ----- | ----- | ----- | ----- |
| 594   | 493   | 395   | 300   | 233   | 219   | 208   | 190   |